# Uwe Hartmann (Offizier)
Uwe Hartmann (* 1962) ist ein deutscher Offizier (Oberst i. G.) und Pädagoge. Von 2009 bis 2013 war er Leiter des Studentenbereichs der Helmut-Schmidt-Universität der Bundeswehr in Hamburg.

## Leben
Nach dem Eintritt in die Bundeswehr studierte Hartmann von 1983 bis 1986 Pädagogik an der Helmut-Schmidt-Universität (Diplom). 1994 wurde er mit der Dissertation Erziehung von Erwachsenen als Problem pädagogischer Theorie und Praxis. Eine historisch-systematische Analyse des pädagogischen Feldes „Bundeswehr“ mit dem Ziel einer pädagogischen Explikation des Erziehungsbegriffes im Hinblick auf erwachsenenpädagogisches Handeln zum Dr. phil. promoviert.
Hartmann nahm von 1995 bis 1997 am 38. Generalstabslehrgang (H) an der Führungsakademie der Bundeswehr (FüAkBw) in Hamburg teil, danach wurde er als G4 op im IV. Korps in Geltow bei Potsdam verwendet. 2001 absolvierte er ein Studium der „US National Security Affairs“ u. a. bei Donald Abenheim an der Naval Postgraduate School (NPS) in Monterey, Kalifornien. Von 2003 bis 2005 war er eingesetzt als Bataillonskommandeur beim Stabsunterstützungsbataillon des I. DEU/NLD Korps in Münster. Von 2005 bis 2007 war er Referent im Planungsstab des Bundesministers der Verteidigung (PlStab). Danach wurde er in das NATO-Hauptquartier Europa SHAPE nach Mons, Belgien versetzt. Von 2009 bis 2013 war er Leiter des Studentenbereichs der Helmut-Schmidt-Universität in Hamburg. Danach absolvierte er das United States Army War College (USAWC) in Carlisle, Pennsylvania. Seit 2014 ist er Leiter des Referats Truppenführung/Operationsführung Landstreitkräfte im Kommando Heer in Strausberg.
Von 2002 bis 2004 war er Beisitzer in der Clausewitz-Gesellschaft. 2009 begründete er u. a. mit dem Erziehungswissenschaftler Claus von Rosen das Jahrbuch Innere Führung. Darüber hinaus veröffentlichte er mehrere Schriften zur Inneren Führung und zum Militärtheoretiker Carl von Clausewitz.
Hartmann ist verheiratet und Vater eines Kindes; er lebt in Potsdam. Seine Frau ist Inhaberin des Carola Hartmann Miles-Verlages.

## Schriften (Auswahl)

### Monografien
- Mit Manfred Jourdan: Erziehungswissenschaft und Objektivität. Zur Weiterentwicklung des Objektivitätskonzeptes und dessen Relation zu neueren Theorien der Erziehung. Klinkhardt, Bad Heilbrunn 1987, ISBN 3-7815-0608-8.
- Mit Hans Herz: Tradition und Tapferkeit (= Streitkräfte Intern. Band 1). R. G. Fischer, Frankfurt am Main 1991, ISBN 3-89406-461-7.
- Erziehung von Erwachsenen als Problem pädagogischer Theorie und Praxis. Eine historisch-systematische Analyse des pädagogischen Feldes „Bundeswehr“ mit dem Ziel einer pädagogischen Explikation des Erziehungsbegriffes im Hinblick auf erwachsenenpädagogisches Handeln (= Streitkräfte Intern. Band 5). R. G. Fischer, Frankfurt am Main 1994, ISBN 3-89501-090-1.
- Carl von Clausewitz. Erkenntnis, Bildung, Generalstabsausbildung. Olzog, München 1998, ISBN 3-7892-9364-4.
- Carl von Clausewitz and the making of modern strategy. Miles-Verlag, Potsdam 2002, ISBN 3-8311-3387-5.
- Innere Führung. Erfolge und Defizite der Führungsphilosophie für die Bundeswehr. Hartmann, Miles-Verlag, Berlin 2007, ISBN 978-3-937885-08-7.
- War without fighting? The reintegration of former combatants in Afghanistan seen through the lens of strategic thought. Hartmann, Miles-Verlag, Berlin 2014, ISBN 978-3-937885-86-5.
- Hybrider Krieg als neue Bedrohung von Freiheit und Frieden. Zur Relevanz der Inneren Führung in Politik, Gesellschaft und Streitkräften (= Standpunkte und Orientierungen. Band 6). Hartmann, Miles-Verlag, Berlin 2015, ISBN 978-3-945861-04-2.

### Herausgeberschaften
- Mit Meike Strittmatter: Reform und Beteiligung. Ideen und innovative Konzepte für die Innere Führung in der Bundeswehr (= Streitkräfte intern. 2). R. G. Fischer, Frankfurt am Main 1993, ISBN 3-89406-839-6.
- Mit Christian Walther: Der Soldat in einer Welt im Wandel. Ein Handbuch für Theorie und Praxis. Mit einem Vorwort von Roman Herzog, Olzog, München u. a. 1995, ISBN 3-7892-8250-2.
- Analysen und Perspektiven. Studien zu Politik, Staat und Gesellschaft. Ausgewählte Jahresarbeiten von Absolventen der Führungsakademie der Bundeswehr (= Schriftenreihe des Wissenschaftlichen Forums für Internationale Sicherheit. Band 14). Mit einem Vorwort von Eckardt Opitz, Edition Temmen, Bremen 1999, ISBN 3-86108-737-5.
- Mit Detlef Bald, Claus von Rosen: Klassiker der Pädagogik im deutschen Militär (= Forum Innere Führung. Band 5). Nomos, Baden-Baden 1999, ISBN 3-7890-6039-9.
- Mit Claus von Rosen u. a.: Jahrbuch Innere Führung. Hartmann, Miles-Verlag, Berlin 2009 ff.
- Connecting NATO – NCSA under the leadership of Lieutenant General Ulrich H. Wolf. Hartmann, Miles-Verlag, Berlin 2009, ISBN 978-3-937885-24-7.
- Lernen von Afghanistan. Innovative Mittel und Wege für Auslandseinsätze (= Standpunkte und Orientierungen. Band 3). Hartmann, Miles-Verlag, Berlin 2015, ISBN 978-3-937885-87-2.